# Pierre Morand du Puch cadet
Pour les articles homonymes, voir Morand.
Pierre Morand du Puch, né le 16 juin 1742 à Eymet (Dordogne), mort le 25 mars 1822 à Amiens (Somme), est un général français de la Révolution et de l’Empire.

## États de service
Il entre en service le 8 août 1758, comme enseigne dans le régiment d'Enghien, et il fait avec son unité les campagnes de 1758 à 1762, à l’armée de Hanovre. Il est nommé lieutenant le 25 mai 1759, sous-aide major le 24 août 1765, capitaine en second le 23 juin 1776 et capitaine de grenadiers le 28 avril 1778, sans quitter son régiment. En 1780, il passe en Amérique sur le vaisseau « le Scipion », et il est fait chevalier de Saint-Louis le 8 mai 1782.
Le 17 mai 1789, il est promu major au régiment de Conti, et le 27 mai 1792, il est nommé colonel commandant le 81e régiment d’infanterie. Le 20 septembre 1792, il commande une division de 4 régiments à la bataille de Valmy, et le général Kellermann le nomme général de brigade provisoire le 1er octobre suivant. 
Il est confirmé dans son grade le 8 mars 1793, à l’armée du Nord, et le 30 juillet suivant il est relevé de son commandement. Il est remis en activité le 18 juillet 1795, et le 1er août il est réformé provisoirement et mis à la disposition du gouvernement. Il est admis à la solde de retraite le 31 juillet 1796, par arrêté du Comité de salut public. Le 23 septembre 1799, il est compris au nombre des officiers généraux réformés.
Le 5 juillet 1801, il reprend du service comme commandant militaire à Genève, poste qu’il occupe jusqu’au 1er avril 1812. Il a été fait chevalier de la Légion d’honneur le 11 décembre 1803, et officier de l’ordre le 14 juin 1804. Il est admis à la retraite le 28 avril 1812.
Il meurt le 25 mars 1822, à Amiens.

## Armoiries
| Armoiries | Nom du chevalier et blasonnement |
| --------- | --- |
|           | Chevalier Pierre Morand du Puch et de l'Empire, lettres patentes du 10 février 1809. D'azur, à l'épée en barre d'argent montée d'or, accompagnée de deux étoiles du premier, champagne de gueules au signe des chevaliers - Livrées : les couleurs de l'écu. |

## Sources
- (en) « Generals Who Served in the French Army during the Period 1789 - 1814: Eberle to Exelmans »
- « La noblesse d’Empire » [archive du 16 février 2015] (consulté le 22 juillet 2014)
- Docteur Robinet, Jean-François Eugène et J. Le Chapelain, Dictionnaire historique et biographique de la révolution et de l'empire, 1789-1815, volume 2, Librairie Historique de la révolution et de l’empire, 886 p. (lire en ligne), p. 579
- (pl) « Napoléon.org.pl »
- A. Lievyns, Jean Maurice Verdot, Pierre Bégat, Fastes de la Légion-d'honneur, biographie de tous les décorés accompagnée de l'histoire législative et réglementaire de l'ordre, Bureau de l’administration, janvier 1844, 529 p. (lire en ligne), p. 363.
- Vicomte Révérend, Armorial du Premier Empire, tome 3, Honoré Champion, libraire, Paris, 1897, p. 279.